# Коллонж-ле-Премьер
Колло́нж-ле-Премье́р (фр. Collonges-lès-Premières) — коммуна во Франции, находится в регионе Бургундия. Департамент коммуны — Кот-д’Ор. Входит в состав кантона Женли. Округ коммуны — Дижон.
Код INSEE коммуны — 21183.

## Население
Население коммуны на 2010 год составляло 769 человек.
| 1962 | 1968 | 1975 | 1982 | 1990 | 1999 | 2010 |
| ---- | ---- | ---- | ---- | ---- | ---- | ---- |
| 326  | 335  | 306  | 427  | 655  | 663  | 769  |

## Экономика
В 2010 году среди 534 человек трудоспособного возраста (15—64 лет) 414 были экономически активными, 120 — неактивными (показатель активности — 77,5 %, в 1999 году было 74,6 %). Из 414 активных жителей работали 384 человека (197 мужчин и 187 женщин), безработных было 30 (15 мужчин и 15 женщин). Среди 120 неактивных 54 человека были учениками или студентами, 44 — пенсионерами, 22 были неактивными по другим причинам.